# واين يونغ
واين يونغ (بالإنجليزية: Wayne Young) هو لاعب جمباز فني أمريكي، ولد في 1952 في ويستوود في الولايات المتحدة.

## وصلات خارجية
- واين يونغ على موقع الاتحاد الدولي للجمباز (biography) (الإنجليزية)
- واين يونغ على موقع اللجنة الأولمبية الدولية (الإنجليزية)
- واين يونغ على موقع أوليمبيديا (الإنجليزية)